# Maritrema pyrenaica
Maritrema pyrenaica är en plattmaskart. Maritrema pyrenaica ingår i släktet Maritrema och familjen Microphallidae. Inga underarter finns listade i Catalogue of Life.